# Ursărești
Ursărești – wieś w Rumunii, w okręgu Jassy, w gminie Răchiteni. W 2011 roku liczyła 133 mieszkańców.